# Itampolus
Itampolus is een geslacht van kreeftachtigen uit de klasse van de Malacostraca (hogere kreeftachtigen).

## Soort
- Itampolus peresi Serène & Peyrot-Clausade, 1977